# Bombardeo de la escuela Hamama
El bombardeo de la escuela Hamama fue un ataque aéreo llevado a cabo el 4 de agosto de 2024, por las Fuerzas de Defensa de Israel (FDI) contra la escuela Hamama, administrada por la UNRWA y situada en el barrio gazatí de Sheikh Radwan, al norte de la Franja de Gaza. En el momento del ataque la escuela albergaba a personas desplazadas por la invasión israelí de la Franja de Gaza, entre ellas numerosos menores de edad.
Según la Defensa Civil de Gaza, diecisiete personas murieron y otras sesenta resultaron heridas, mientras que la propia escuela quedó «completamente destruida». El ejército israelí afirmó que la escuela la utilizaba Hamás como «un centro de comando y control». Mientras que el grupo palestino criticó esta afirmación tachándolo de un pretexto falso «para atacar a civiles indefensos», así mismo calificó el ataque como una continuación de la «brutal guerra de exterminio» de Israel contra la población de Gaza.

## Antecedentes
El 6 de julio, la escuela Al-Jawni, administrada por la UNRWA y que albergaba a 2000 refugiados en el campo de refugiados de Nuseirat, en el centro de Gaza, fue atacada por las FDI en un ataque que mató a dieciséis palestinos. El 7 de julio, las FDI atacaron la escuela Sagrada Familia, propiedad del Patriarcado Latino, ubicada en la ciudad de Gaza y que albergaba a cientos de refugiados, y mataron a cuatro. El 8 de julio, la fuerza de las FDI atacó otra escuela administrada por la UNRWA en Nuseirat, causando varios heridos que requirieron tratamiento en un hospital local.
El 10 de julio, Philippe Lazzarini, director de UNRWA, afirmó que dos tercios de todas las escuelas administradas por la Agencia en Gaza habían sido atacadas desde octubre de 2023.
Una resolución del Consejo de Seguridad de las Naciones Unidas adoptada el 25 de marzo de 2024 exigió un alto el fuego inmediato en la guerra. El ataque a la escuela Hamama coincidió con las conversaciones de tregua en Egipto.

## Bombardeo israelí

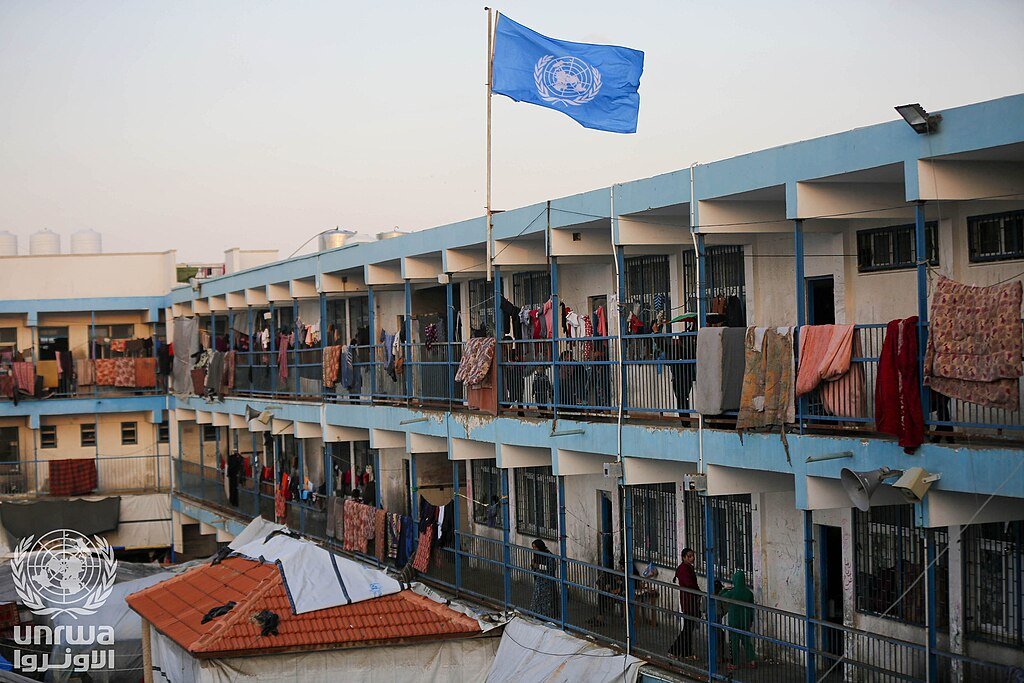
Una escuela de UNRWA convertida en refugio en Deir al-Balah, Franja de Gaza.

El 4 de agosto, un avión israelí atacó la escuela Hamama con un misil. Luego, mientras los equipos de emergencia trataban de rescatar a las víctimas del ataque inicial, Israel lanzó otros tres misiles contra la escuela, matando a más personas y atrapando a algunas bajo los escombros. Esta táctica es utilizada habitualmente por el ejército israelí. No se dio ninguna advertencia antes del primer ataque. De acuerdo con las cifras proporcionadas por la Defensa Civil de Gaza, diecisiete personas murieron y otras sesenta resultaron heridas, mientras que la propia escuela quedó «completamente destruida». Tras los ataques, varios muertos y heridos, incluidos mujeres y niños, fueron trasladados al Hospital Baptista en Gaza.
Israel afirmó, como lo hace habitualmente en todos los ataques que realiza contra la infraestructura civil en Gaza, que había llevado a cabo «un ataque preciso contra terroristas que operaban dentro de un centro de comando y control de Hamás» empleado por las milicias palestinas «para planificar y llevar a cabo ataques contra las tropas israelíes en la Franja». Por su parte, Hamás denunció el «ataque criminal de la ocupación fascista» israelí, que aseguró que era un nuevo episodio de la«guerra brutal de extermino contra la población de Gaza», afirmando que el ataque «viola todas las leyes internacionales al atacar deliberadamente a civiles, incluidos niños, mujeres y mayores» y que defiende el bombardeo con «mentiras evidentes».
Según la Defensa Civil de Gaza, la escuela Al-Hamama fue atacada junto con la escuela adyacente Al-Huda, que comparten el mismo patio de juegos.